# Ziegra-Knobelsdorf

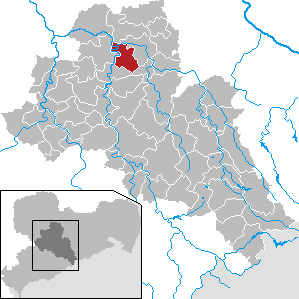
Ligging van Ziegra-Knobelsdorf

Ziegra-Knobelsdorf was een Duitse gemeente in de Landkreis Mittelsachsen in Saksen. De gemeente behoorde tot de Verwaltungsgemeinschaft Waldheim. De zetel van het gemeentebestuur bevond zich in het ortsteil Ziegra. Ziegra-Knobelsdorf ontstond op 1 januari 1994 door de fusie van de voordien zelfstandige gemeenten Gebersbach-Knobelsdorf en Ziegra. Op 1 januari 2013 werd ze opgeheven en naar de buursteden Döbeln en Waldheim opgedeeld.

## Geografie
De gemeente lag ongeveer 5 km zuidwestelijk van de stad Döbeln en 5 km noordelijk van Waldheim. De gemeente bestond uit de volgende ortsteilen:
- de nu tot Döbeln behorende plaatsen Forchheim, Kleinlimmritz, Limmritz, Pischwitz, Schweta, Stockhausen, Töpeln, Wöllsdorf en Ziegra
- de nu tot Waldheim behorende plaatsen Gebersbach, Heyda, Kaiserburg, Knobelsdorf, Meinsberg, Neuhausen en Rudelsdorf.